# Lanna Rodrigues
Elane Martis Rodrigues, detta Lanna (Rio de Janeiro, 8 settembre 1981), è una cantante, polistrumentista e compositrice brasiliana.

## Biografia
Lanna Rodrigues ha iniziato la sua carriera nel 2003, esibendosi sui palchi dei locali notturni di Rio de Janeiro.  La sua prima esperienza musicale importante risale al 2005, quando si è esibita in un rodeo davanti a un pubblico di almeno 20.000 persone, con l'onore di condividere il palco con la band Os Paralamas do Sucesso.
Il 24 settembre 2005 Lanna ha partecipato al IV Festival di Música popular brasileira di Magé con 147 candidati iscritti, piazzandosi seconda con la canzone Não Adianta.  Ha poi partecipato alla V edizione il 23 settembre 2006 con la canzone Marcas do Passado.
Nel 2005 ha preso parte al 1º Festival di Musica Popolare Brasiliana nella città di Queimados con il brano Pra te Esquecer, venendo definita dalla rivista MPB come la nuova rivelazione della musica popolare brasiliana.
Nel 2008 Lanna Rodrigues ha pubblicato il disco di esordio Segni del passato, trasmesso in radio a livello nazionale.
Nel 2009 ha pubblicato il brano di samba e bossa De vez em Noites nella compilation Nuth Lounge Brazilian Music Experience, pubblicata e commercializzata negli Stati Uniti dall'etichetta Water Music Records. Il brano è stato incluso in seguito nella compilation News Fron Brazil Volume I dell'etichetta Sonarts, con uscita simultanea in Brasile e negli Stati Uniti.
Nel 2016 ha partecipato alla quinta stagione del reality show The Voice Brasil su Rede Globo, scelta dal team dell'artista brasiliana Lulu Santos, con la canzone Pra Você. Dopo la sconfitta nella settima puntata contro Vitória Carneiro con la canzone Não Vá Além, è stata eliminata dalla competizione.
Nel 2018 ha pubblicato il brano Outra Vez in collaborazione con Beto Galvão. La canzone è stata selezionata per la colonna sonora della telenovela prodotta da Rede Globo O Sétimo Guardião del regista Rogério Gomes. Nello stesso anno ha partecipato al Festival Internazionale della Salute Collettiva, della Salute Mentale e dei Diritti Umani, dopo aver ottenuto diversi risultati notevoli nel mercato dell'arte. Da allora ha ripreso la sua carriera teatrale con spettacoli basati sulla sua esperienza di lavoro con la musica. Durante la pandemia di COVID-19 in Brasile, ha lavorato in campo sociale e all'organizzazione della sua carriera da solista, con un graduale ritorno al lavoro alla fine del 2021.
Nel 2022, il cantante funk carioca MC Bob Rum ha preparato il progetto per la nuova versione MPB della sua canzone Está Escrito insieme a Lanna Rodrigues, con arrangiamenti della Brasil Melody Band.
Lanna Rodrigues è salita sul palco con Os Paralamas do Sucesso, Sandra de Sá, Luka, Guilherme Arantes, Isabella Taviani, Jerry Adriani, Vander Lee e Raquel Koehler, tra gli altri. Ha scritto canzoni con Gabriel Sater, Max Viana, Jerry Adriani, Luka, João Pinheiro, Manu Santos, Helena Elis, Beto Galvão e Junior Parente.

## Filmografia

### Televisione/Streaming
- The Voice Brasil, partecipante (7º episodio) (2016)
- Malhação, quinta stagione 5 (partecipazione musicale) (2016)[senza fonte]

## Discografia

### Album
- 2007 - Le nuove dive brasiliane. Registrato dal vivo: Centro Cultural de São Paulo - CCSP[11][28][29]
- 2008 - Segni del passato. Etichetta discografica: Tratore/Imusic.[6][11][13][14][15][30]
- 2009 - Nuth Louge Brazilian Music Experience. Etichetta USA: Water Music Records. OCLC 424568992[11][31]
- 2010 - Festcar – Festival della Canzone Araucaria. Pubblicato: 2010 a Curitiba - PR.[11]
- 2011 - Notizie fron Brazil Vol I. Pubblicato allo stesso tempo in Brasile e negli USA. Etichetta discografica: Sonarts Collection.[11]
- 2016 - Pra você. The Voice Brasil.[32][33]
- 2018 - Outra vez. Colonna sonora: Il settimo guardiano (video testi) HD.[19][34]
- 2022 - Está escrito (acústico).  Artista in primo piano: MC Bob Rum.[23]